# مصلح العازمي
مصلح هميجان مرشد العازمي، توفي في 9 أغسطس 2005، نائب سابق في مجلس الأمة الكويتي.
شارك في انتخابات مجلس الأمة الكويتي 1992 في الدائرة الخامسة والعشرون، وحصل على المركز الثاني وفاز بالانتخابات برصيد 522 صوت، وشارك في انتخابات مجلس الأمة الكويتي 1996 في الدائرة الخامسة والعشرون، وحصل على المركز الثالث برصيد 489 صوت وخسر الانتخابات، وشارك في انتخابات مجلس الأمة الكويتي 1999 في الدائرة الخامسة والعشرون، وحصل على المركز الثالث برصيد 426 صوت وخسر الانتخابات.